# National Electrical Manufacturers Association

Logo

Die National Electrical Manufacturers Association (NEMA) ist eine US-amerikanische Vereinigung, die am 1. September 1926 gegründet wurde, als die Associated Manufacturers of Electrical Supplies und der Electric Power Club miteinander verschmolzen. Sitz der NEMA ist Rosslyn, Virginia.
Die NEMA stellt die Interessensvertretung der US-amerikanischen elektrotechnischen Industrie dar. Unter ihrer Kontrolle stehen etliche Standards, die im Bezug zur Elektrotechnik stehen. Die NEMA hat 445 Mitglieder (Stand: Oktober 2013).
Eine Untersektion ist die Medical Imaging & Technology Alliance (MITA), in der alle Hersteller bildgebender oder bildverarbeitender Systeme im medizinischen Bereich zusammengefasst sind. Unter ihrer Kontrolle steht auch der weit verbreitete offene DICOM-Standard für digitale Bildgebung in der Medizin.
Die deutsche Entsprechung der NEMA ist der Zentralverband Elektrotechnik- und Elektronikindustrie (ZVEI).